# Nicefor I Genikos
Nicefor I (Nikeforos Genikos), scris și Nichifor (n. 750 d.Hr., Pisidia, Turcia – d. 26 iulie 811 d.Hr., Pliska, Țaratul Bulgar), a fost împărat bizantin între 802 și 811, fiind întemeietorul dinastiei focide.

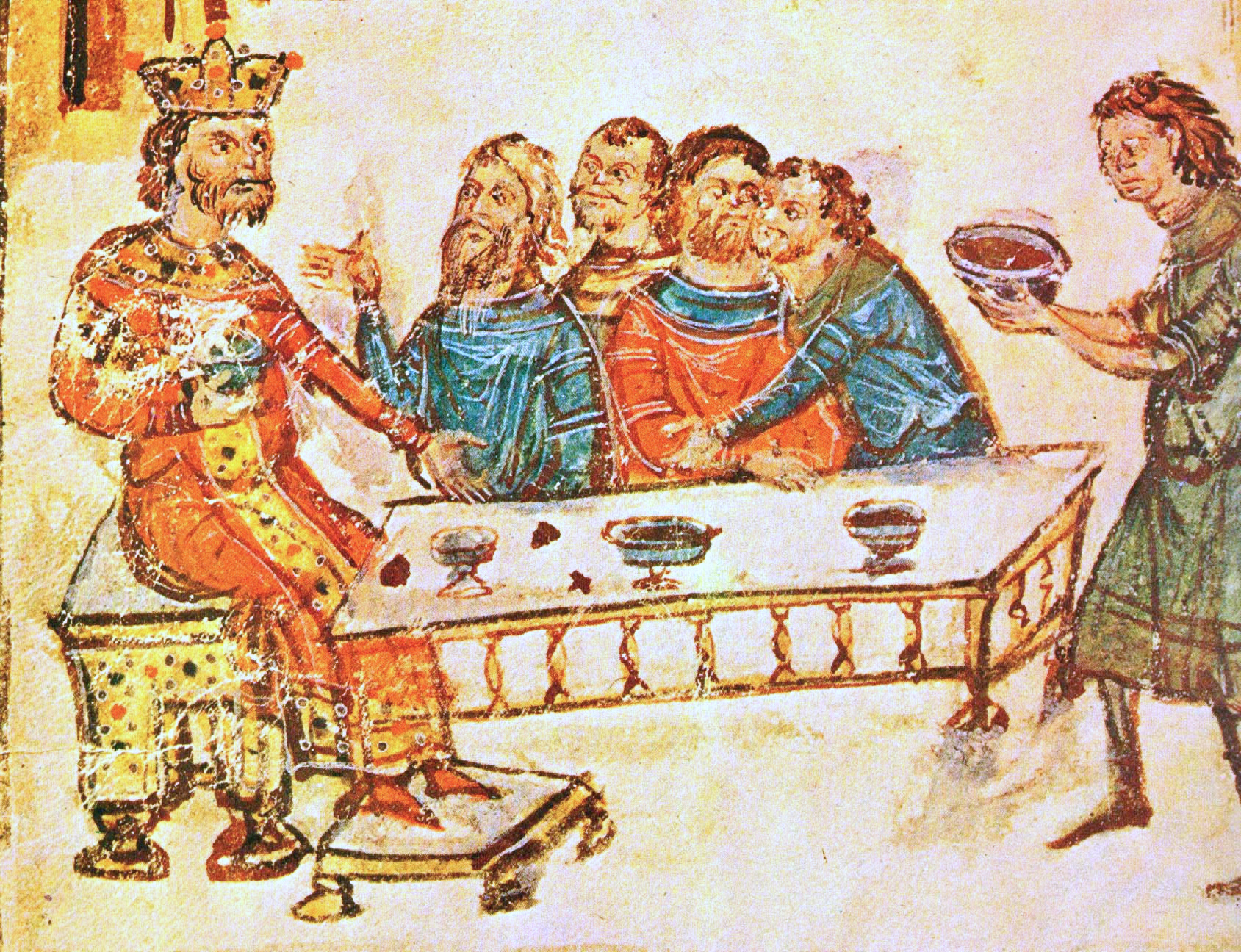
Krum sărbătorește alături de nobilii săi, în timp ce un rob (în dreapta) îi aduce craniul împăratului Nicefor, căptușit cu argint și transformat într-o cupă cu vin

Descendent dintr-o familie de origine arabă, Nicefor a fost numit ministru de finanțe (logothet) în timpul împărătesei Irina Ateniana. În 802, ajutat de patricieni și eunuci, a obținut tronul, în 803 asociindu-l la tron și pe fiul său, Staurakios (Stavrakios). Nicefor a fost nevoit să facă față la două revolte împotriva sa.
În 803, Nicefor a creat un tratat (Pax Nicephori) cu Carol cel Mare, dar acest tratat a fost anulat, începând războiul cu statul franc. După război, Veneția, Istria, Dalmația și sudul Italiei au fost încorporate în Imperiul Bizantin. În anul 811, Nicefor a invadat Bulgaria, l-a înfrânt pe hanul Krum, conducătorul bulgarilor și a cucerit capitala Pliska. Dar la întoarcerea spre Constantinopol, pe 26 iulie 811, Nicefor a fost împresurat, înfrânt și ucis de bulgari.
Cu o soția sa, al cărei nume nu s-a păstrat, Nicefor a avut doi copii:
- Staurakios, împărat în 811
- Prokopia, care s-a căsătorit cu viitorul împărat Mihail I Rangabe